# جاك ديفيز
جاك ديفيز (بالإنجليزية: Jack Davies)‏ (و. 1913 – 1994 م) هو ممثل، وكاتب سيناريو، من المملكة المتحدة، ولد في لندن، توفي في كاليفورنيا، عن عمر يناهز 81 عاماً.

## وصلات خارجية
- جاك ديفيز على موقع IMDb (الإنجليزية)
- جاك ديفيز على موقع ألو سيني (الفرنسية)
- جاك ديفيز على موقع أول موفي (الإنجليزية)
- جاك ديفيز على موقع قاعدة بيانات الأفلام السويدية (السويدية)
- جاك ديفيز على موقع قاعدة بيانات الفيلم (الإنجليزية)
- جاك ديفيز على موقع كينوبويسك (الروسية)